# 馬橋村
馬橋村（まばしむら）とは、千葉県東葛飾郡にかつて存在した村である。現在の千葉県松戸市の北部に位置している。

## 沿革
- 文化3年（1806年）紀年銘の水戸街道の道標には建立者として総州葛飾郡馬橋村と刻まれている。江戸時代は水戸街道沿いの間の宿として発展した。
- 1889年（明治22年）4月1日 - 町村制施行により、馬橋村・大橋村・中根村・三ヶ月村・幸谷村・大谷口新田（現・新松戸）・主水新田・外河原村（現在は河川改修で消滅）・七右衛門新田・九郎左衛門新田（現・旭町）・三村新田（現・西馬橋）が合併し東葛飾郡馬橋村が発足。
- 1943年（昭和18年）4月1日 - 松戸町・馬橋村・高木村と合併し松戸市が発足。馬橋村は消滅。

## 交通

### 鉄道
- 国鉄（JR東日本）
  - 常磐線
    - 馬橋駅

## 参考資料
- 松戸市史